# Gouvernement Merbah
République Algérienne
Brahimi II Hamrouche
Le gouvernement Merbah a gouverné l'Algérie du 9 novembre 1988 au 9 septembre 1989.

## Composition
| Fonction                                                                                              | Titulaire | Titulaire                | Parti |
| --- | --------- | ------------------------ | ----- |
| Chef du gouvernement                                                                                  |           | Kasdi Merbah             | FLN   |
| Ministre de la Défense et président de la République                                                  |           | Chadli Bendjedid         | FLN   |
| Ministre des Affaires étrangères                                                                      |           | Boualem Bessaih          | FLN   |
| Ministre de l’Intérieur et de l’Environnement                                                         |           | Aboubekr Belkaid         | FLN   |
| Ministre des Affaires religieuses                                                                     |           | Boualem Baki             | FLN   |
| Ministre des Moudjahidines                                                                            |           | Mohamed Djeghaba         | FLN   |
| Ministre de la Justice                                                                                |           | Ali Benflis              | FLN   |
| Ministre du Travail, de l'Emploi et des Affaires sociales                                             |           | Mohamed Nabi             | FLN   |
| Ministre du transport                                                                                 |           | El Hadi Khediri          | FLN   |
| Ministre de l'Information et de la Culture                                                            |           | Mohammed Ali Amar        | FLN   |
| Ministre des Finances                                                                                 |           | Sid Ahmed Ghozali        | FLN   |
| Ministre du Commerce                                                                                  |           | Mourad Medelci           | FLN   |
| Ministre de l’Hydraulique                                                                             |           | Ahmed Benfreha           | FLN   |
| Ministre de l’agriculture                                                                             |           | Noureddine Kadra         | FLN   |
| Ministre des Travaux publics                                                                          |           | Aissa Abdellaoui         | FLN   |
| Ministre de la Construction et de l’urbanisme                                                         |           | Nadir Benmaati           | FLN   |
| Ministre des Industries légères                                                                       |           | Mohamed Tahar Bouzeghoub | FLN   |
| Ministre de l’Industrie lourde                                                                        |           | Mohamed Ghrib            | FLN   |
| Ministre de l’Énergie et des Industries pétrochimiques                                                |           | Sadek Boussena           | FLN   |
| Ministre de la Santé                                                                                  |           | Messaoud Zitouni         | FLN   |
| Ministre de l’Enseignement supérieur                                                                  |           | Abdelhamid Aberkane      | FLN   |
| Ministre de l’Éducation nationale et de la formation                                                  |           | Slimane Cheikh           | FLN   |
| Ministre de la Jeunesse et des sports                                                                 |           | Cherif Rahmani           | FLN   |
| Ministre des Postes et Télécommunications                                                             |           | Yassine Fergani          | FLN   |
| Secrétaires d'État                                                                                    |           |                          |       |
| Secrétaire d'État au Tourisme auprès du chef du gouvernement                                          |           | Ahmed Noui               | FLN   |
| Secrétaire d'État à la Formation professionnelle auprès du ministre de l'Éducation et de la Formation |           | Abdennour Keramane       | FLN   |
| Secrétaire d'État à l'Artisanat auprès du ministre des Industries légères                             |           | Lakhdar Bayou            | FLN   |